# Юркино (Медведевський район)
Ю́ркино (рос. Юркино, марій. Юркан) — присілок у складі Медведевського району Марій Ел, Росія. Входить до складу Шойбулацьке сільського поселення.

## Населення
Населення — 98 осіб (2010; 108 у 2002).
Національний склад (станом на 2002 рік):
- лучні марійці — 91 %